# 이민홍
이민홍(1960년 ~ )은 KBS 드라마본부의 프로듀서이다.

## 학력 및 경력
- 동국대학교 대학원 영화제작박사
- KBS 드라마본부 PD
- 동아 방송예술대학교 교수
- 동국대 영화제작 박사 학위 취득
- 중앙대,동국대,세종대,명지대
- 동덕여대,서울예대,인덕대 강사

## 수상 경력
- 방송대상 작품상
- 방송 통신위원회 대상
- 한국방송 프로듀서상 작품상
- YWCA 대상
- YWCA 좋은 TV 프로그램상
- PD 협회 이달의 PD상 2회 수상
- 중국 WUXI 프로듀서상
- KBS 우수 프로그램상 5회 수상
- 민주언론 시민연합 좋은 프로그램상
- 경실련 특별상

## 연출 작품
- 1999년 KBS 2TV 《학교 1》
- 2005년 KBS 1TV 《어여쁜 당신》
- 2012년 KBS 2TV 《학교 2013》
- 미니시리즈 가까운 골짜기
- 미니시리즈 돛배를 찾아서
- 미니시리즈 레테의 연가
- 미니시리즈 수요일엔 모차르트를 듣는다
- 미니시리즈 살아남은 자의 슬픔
- 미니시리즈 지구인
- 미니시리즈 갈채
- 미니시리즈 쿨
- 미니시리즈 성난 얼굴로 돌아보라
- 미니시리즈 헬로 애기씨
- TV문학관  향기로운 우물 이야기
- TV문학관  광염 소나타
- 드라마시티 날 미치게 하는 여자, 못생긴 당신, 소풍
- 전설의고향 아가야 청산가자, 환향녀
- 드라마스페셜 세여자 이야기